# Ribamar (Lourinhã)
Ribamar es una freguesia portuguesa del concelho de Lourinhã, con 5,73 km² de superficie y 2.081 habitantes (2001). Su densidad de población es de 363 hab/km².